# Равне (Железники)
Равне (словен. Ravne) је насељено место у општини Железники, Горењска регија, Словенија.

## Историја
До територијалне реорганизације у Словенији биле су у саставу старе општине Шкофја Лока.

## Становништво
У попису становништва из 2011. године, Равне су имале 6 становника.
| Број становника према пописима | Број становника према пописима | Број становника према пописима |
| ------------------------------ | ------------------------------ | ------------------------------ |
| 1991                           | 2002                           | 2011                           |
| 12                             | 6                              | 6                              |

## Галерија
- Равенска грапа поток
- поток и рушевине старог млина